# 仲村悠菜
仲村 悠菜（なかむら ゆな、2007年5月29日 - ）は、日本のアイドル、歌手、女優であり、女性アイドルグループ私立恵比寿中学のメンバーである。
福岡県出身。スターダストプロモーション所属。

## 略歴
- 2017年、「スターダストプロモーション芸能3部 ガールズ＆ボーイズオーディション2017」に合格する[1]。アイドルやモデルに興味があり、地元福岡にあるイオンモールで行われたオーディション会場にオーディションを受けに行ったところ、その場でスカウトされたという[2]。
- 2020年3月公開の映画『仮面病棟』に川崎瞳 幼少期 役で出演した。
- 2022年、私立恵比寿中学（エビ中）の新メンバーオーディションに参加、最終審査へ進む（ユナ として）[3][4]。
- 2022年10月1日、オーディションの結果、桜井えまと共に私立恵比寿中学の新メンバーとなる[5][6][7]。
- 2022年12月17日に幕張メッセイベントホールで開催された「私立恵比寿中学 New Style 大学芸会〜run in our ebichu family〜」が初ステージとなった[8][9][10]。
- 2023年5月29日、初の生誕ソロライブ「純喫茶ミルクティー〜1杯目〜」が品川ステラボールにて開催された[11]。
- 2024年4月1日、『めざましテレビ』（フジテレビ）にイマドキガールとして初出演した[12]。
- 2024年5月29日、生誕ソロライブ「純喫茶ミルクティー〜2杯目〜」がKT Zepp Yokohamaにて開催された[13]。
- 2024年11月22日放送開始の連続ドラマ『ラブライブ!スクールアイドルミュージカル the DRAMA』（毎日放送ほか）に来栖トア 役として出演した。同役で舞台『スクールアイドルミュージカル』にも出演している（2025年2月の東京公演、4月の大阪公演）。
- 2025年4月17日、1stソロ写真集『17。』を発売した。
- 2025年5月29日、生誕ソロライブ「純喫茶ミルクティー〜3杯目〜」がZepp Shinjuku（TOKYO）にて開催。

## 人物・エピソード
- 趣味は釣り、犬と遊ぶこと。特技はスタンディングブリッジ、フラフープ、変顔。漢字検定準二級[1]。チャームポイントは目元[14]。
- エビ中に転入（加入）する前はスターダストプロモーションの制作3部（現 第三事業部）に所属していた。2020年1月13日、福岡営業所に所属する希山愛（ばってん少女隊）のソロライブ「希山愛ソロライブ 愛20〜二十歳になりました〜」に、後にばってん少女隊のメンバーとなる蒼井りるあ、柳美舞らとともに、バックダンサーとして出演した[15][16]。
- 幼少期の夢は看護師になることであった。保育園児の頃にお世話になった看護師に憧れ、看護師を志していたとのこと[2]。
- スターダストプロモーション入所時にはアイドルやモデルに興味があったが、入所後最初にお芝居のオーディションを受けたことで芝居の楽しさに目覚め、そこからは俳優の道を目指していたこともあり、私立恵比寿中学に入る前は歌やダンスのレッスンを受けたことがなかったという[2]。
- スターダストプロモーションに所属してからの5年間は芸能活動であまり成果をあげられなかったこともあり、私立恵比寿中学新メンバーオーディションを最後のオーディションにすると決めていて、もし落ちたら芸能界引退をするつもりであったという[2][17]。

### 私立恵比寿中学関連
- 出席番号は17番[18]。メンバーカラーはミルクティー。
- 私立恵比寿中学の新メンバーとなり、「エビ中のメンバーになれて、嬉しい気持ちでいっぱいです！みなさんに笑顔を届けられるように一生懸命頑張ります！応援よろしくお願いします！」とコメントした[19][20]。
- 2023年に向けて「自分の個性を表現して成長をしていきたいです。さいたまスーパーアリーナに立てるように、一つ一つの公演を大切にやっていきたいです。」と意気込みを語り[21]、年明けのラジオ『私立恵比寿中学放送部』公開収録では「エビ俳句」のコーナーで新年の抱負として一句「令和五年 いっぱい笑って がんばるよ」を詠んだ[22]。
- 2023年初頭のインタビューでエビ中について「1番下のメンバーとして感じるのは、みんなと同じところからのスタートじゃなくて、経験を積まれているお姉さんたちがいるから、同い年の子たちが同じスタートを切っているときよりも、いろんなことを教えてもらったり、アドバイスをしてもらったりしているので、下のメンバーもすごくちゃんと成長できる感じがあって、それがいいなって思いました。」とコメントしている[23]。
- 2023年2月12日に開催されたエビ中のファンクラブイベントにて、「ユナ軍」の大将として星名美怜、中山莉子、桜木心菜、小久保柚乃を率いて、桜井えま率いる「エマ軍」との5番勝負に挑んだ。大将戦の「二人羽織対決」では桜木心菜とタッグを組み、桜井えま＆真山りかペアに勝利した[24][25]。

## 出演

### テレビ
- 超無敵クラス（2023年7月2日、日本テレビ系）
- オールスター合唱バトル（2024年7月14日 12月29日、フジテレビ系）
- めざましテレビ（2024年4月1日 - 、フジテレビ系） - イマドキガールとして不定期出演

### 映画
- 仮面病棟（2020年3月6日公開、ファインエンターテイメント）- 川崎瞳 幼少期役[1]

### ドラマ
- 浦安鉄筋家族 第4話（2020年5月1日、テレビ東京）[1]
- ラブライブ!スクールアイドルミュージカル the DRAMA（2024年11月22日 - 12月27日、毎日放送） - 来栖トア 役[26]

### 舞台
- Do It Over 第2回公演『オタカラ！』（2021年8月28日 - 29日、川崎市アートセンター アルテリオ小劇場）[1]
- 東京やかんランド vol.4『新星組～幕末薬缶見廻隊～』（2023年12月5日、KANDA SQUARE HALL） - 土方腰三 役
- スクールアイドルミュージカル（2025年2月18日 - 19日、日本青年館ホール /  4月4日 - 6日、 大阪新歌舞伎座）- 来栖トア 役[27][28][注 1][29]

### インターネット配信／動画
- やかんとアイドル（2023年3月14日〜18日、12月1日〜3日、YouTube）
- 私立恵比寿中学 仲村悠菜生出演 生誕ソロライブ「純喫茶ミルクティー～2杯目～」ライブ実況（2025年2月28日、ニコニコ生放送）

### モデル
- 千趣会 ベルメゾン「ジュニア＆ティーンズ」2020春号（モデル WEB・カタログ）[1]
- KIMONO KIND WEB カタログモデル（2023年10月）

## 書籍

### 雑誌
- りぼん（2019年10月号、2020年3月号、6月号、2025年7月号[注 2]、集英社）[1]
- B.L.T.（2022年12月号[注 3][30]、東京ニュース通信社）
- UTB（2023年2月号[注 4]、12月号[注 5]、2024年3月号、ワニブックス）
- 月刊ENTAME（2023年3月・4月合併号[注 4]、徳間書店）
- B.L.T. graduation2023 中学卒業[31]（東京ニュース通信社）
- シティ情報ふくおか（2023年5月号[注 6]、シティ情報ふくおか）
- 週刊ビッグコミックスピリッツ（2023年24号[注 7]、小学館）
- bis（2023年7月号、光文社）
- Top Yell NEO 2024 SPRING[注 4]（竹書房）
- BUBKA（2024年9月号、白夜書房）
- IDOL AND READ 041（2025年2月5日、シンコーミュージック）- 裏表紙[注 8]
- B.L.T. SUMMER CANDY 2025（東京ニュース通信社）

### 写真集
- デジタル写真集『Super Celebration私立恵比寿中学 スピコミ選抜』（2023年5月15日、小学館）
- 私立恵比寿中学 低学年メンバー OFFICIAL PHOTOBOOK（2024年5月9日、ワニブックス）
- 仲村悠菜1stソロ写真集『17。』（2025年4月17日、小学館）[32][33][34][35]